# Kamin-Kașîrskîi
Kamin-Kașîrskîi (în ucraineană Камінь-Каширський) este orașul raional de reședință al raionului Kamin-Kașîrskîi din regiunea Volînia, Ucraina. În afara localității principale, mai cuprinde și satele Oleksiivka și Pidțîrea.

## Demografie
Componența lingvistică a orașului Kamin-Kașîrskîi
     Ucraineană (99,11%)
     Alte limbi (0,86%)
Conform recensământului din 2001, majoritatea populației orașului Kamin-Kașîrskîi era vorbitoare de ucraineană (99,11%), existând în minoritate și vorbitori de alte limbi.